# Markotów Duży
Markotów Duży (niem. Margsdorf) – wieś w Polsce położona w województwie opolskim, w powiecie kluczborskim, w gminie Wołczyn.
| SIMC    | Nazwa  | Rodzaj  |
| ------- | ------ | ------- |
| 0505131 | Cygany | kolonia |

W latach 1975–1998 miejscowość administracyjnie należała do ówczesnego województwa opolskiego. 1 stycznia 2003 roku nastąpiła zmiana nazwy wsi z Markotów na Markotów Duży, a kolonią tej wsi stała się ówczesna wieś o nazwie Cygan, którą równocześnie zmieniono na Cygany.

## Nazwa
W księdze łacińskiej Liber fundationis episcopatus Vratislaviensis (pol. Księga uposażeń biskupstwa wrocławskiego) spisanej za czasów biskupa Henryka z Wierzbna w latach 1295–1305 miejscowość wymieniona jest w zlatynizownej formie Marquardi villa.
Od 1774 r. wieś posiadała pieczęć gminną, na której wizerunku przedstawiono na kartuszu otoczony wieńcem lemiesz pługa w słup i wyrastające z niego trzy kłosy zboża.